# Hesperaloe nocturna
Hesperaloe nocturna là một loài thực vật có hoa trong họ Măng tây. Loài này được Gentry mô tả khoa học đầu tiên năm 1967.